# Pierre Félix Alexandre Gallimard-Carreau
Pour les articles homonymes, voir Gallimard (homonymie) et Carreau.
Pierre Félix Alexandre Gallimard-Carreau est un homme politique français né le 7 août 1782 aux Riceys (Aube) et mort le 11 avril 1859 aux Riceys.

## Biographie
Fils de Claude Gallimard, négociant en vins, et de Catherine Thoureau, il épouse Jeanne Euphrasie Carreau.
Négociant en vins et propriété terrien, il est député de l'Aube de 1831 à 1834, conseiller général et maire des Riceys de 1837 à 1848.

## Sources
- « Dictionnaire des parlementaires français de 1789 à 1889 (Adolphe Robert, Edgar Bourloton et Gaston Cougny) », sur gallica BNF (consulté le 6 décembre 2013)